# Olaf I van Noorwegen
Olaf I (ca. 963 - Svolder, 9 september 1000), alias Olav Tryggvason, was koning van Noorwegen van 995 tot 1000. Olaf speelde een belangrijke rol in de bloedige bekering van de Vikingen tot het christendom.
Volgens de overlevering bouwde Olaf de eerste kerk van Noorwegen, waarschijnlijk in 995, in Moster. Ook stichtte hij de stad Trondheim, in 997. Er staat een standbeeld van Olaf op de grote markt van Trondheim.

## Levensloop

### Jonge jaren
Olaf was de zoon van Tryggve Olavsson, de koning van Viken (Vika), het gebied langs de Oslofjord. Deze was (waarschijnlijk) een kleinzoon van Harald (I) Schoonhaar, de eerste koning van heel Noorwegen. Olafs geboortejaar is onzeker; het lag ergens tussen 963 en 969.
Nadat zijn vader wordt vermoord door koning Harald (II) "Grijshuid' vlucht hij samen met zijn familie naar Rusland, waar hij in ballingschap opgroeit. Volgens de semi-mythologische saga van Olaf in de Heimskringla van Snorri Sturluson wordt Olaf tijdens de vlucht naar Rusland op zee gevangengenomen door Vikings uit Estland en verkocht als slaaf. Na zes jaar wordt hij toevallig herkend door een neef, die zijn vrijheid koopt en hem naar zijn moeder in Novgorod brengt.

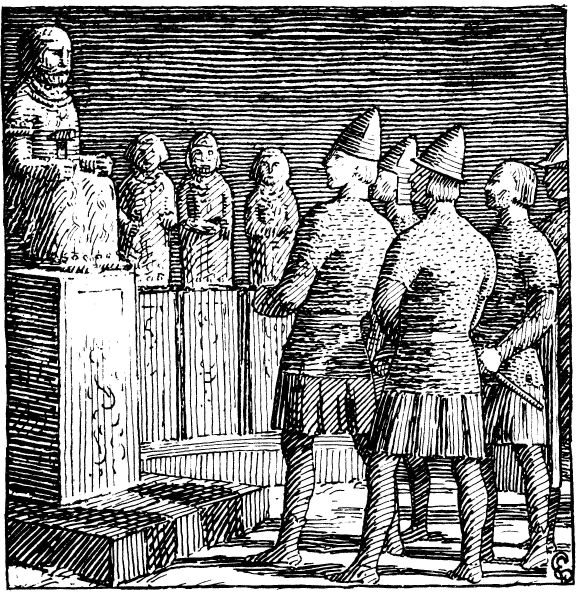
Olaf in de tempel van Thor (Illustratie door Halfan Egedius).

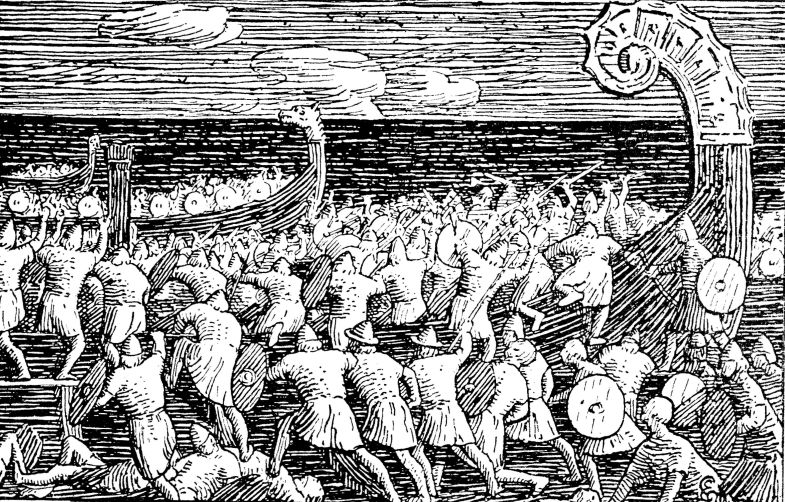
Olafs schip, de "Lange Slang", wordt geënterd tijdens de Slag van Svolder (Illustratie door Halfan Egedius)

Olaf schopt het tot opperbevelhebber van koning Vladimir van Kiev maar door Olafs populariteit bij de soldaten verslechtert de relatie tussen Olaf en de koning. Uiteindelijk besluit Olaf om te vertrekken en een Viking te worden. Tijdens het roven en plunderen vindt hij ook nog tijd om te trouwen met koningin Geira van Vindland (de Wenden in Mecklenburg langs de Noord-Duitse kust) in 982. Hij vecht in het leger van zijn schoonvader aan de kant van keizer Otto I tegen de Denen en Noren, die de oorlog verliezen en zich tot het christendom moeten bekeren.
Volgens de saga sterft Geira nadat ze drie jaar getrouwd waren, en slaat Olaf weer aan het plunderen. Op de Scilly-eilanden komt hij een helderziende tegen, die voorspelt dat hij door een groep muiters aangevallen zal worden en dat hij zich daarna tot het christelijke geloof zal bekeren. Als hij inderdaad door muiters wordt aangevallen, bekeert Olaf zich.
In 988 trouwt Olaf met Gyde, de zuster van koning Olaf Kvaran van Ierland.

### Regeerperiode
In 995 breekt in, wat nu Trøndelag is, een opstand uit tegen onderkoning Haakon Sigurdsson. Olaf ruikt zijn kans en reist af naar Noorwegen. Haakon wordt vermoord en Olaf wordt verkozen tot de nieuwe koning van Noorwegen.
In 997 sticht Olaf een nieuwe stad, Kaupangen. De stad, die als hoofdstad van Noorwegen dient tot 1217, wordt al snel Nidaros genoemd en heet vandaag de dag Trondheim.
Olaf probeert Noorwegen, Zweden en Denemarken te verenigen tot één christelijk rijk, maar faalt. De koningin van Zweden, Sigrid Storråda, wijst zijn huwelijksaanzoek af omdat ze zich niet tot het christelijke geloof wil bekeren. In plaats daarvan sluit ze een verbond met de Denen tegen Olaf. De Deense koning Sven Gaffelbaard heeft ook een appeltje met Olaf te schillen omdat Olaf met Svens zuster Thyre was getrouwd, die uit Denemarken was weggevlucht omdat haar eerste man zich niet wilde bekeren.
Hij speelde een beslissende rol bij de invoering van het christendom op IJsland.
In 1000 gaat Olaf de confrontatie aan met de Zweden, Denen en de manschappen van de Noorse jarl (graaf) Eirik Håkonsson in de slag bij Svolder, een zeeslag in de westelijke Oostzee. Olafs vloot van 11 schepen nam het op tegen een vloot van 70 schepen. Al snel wordt Olaf verslagen. Hij springt van zijn schip, de "Lange Slang", en verdrinkt.
Na Olafs dood valt Noorwegen onder de heerschappij van de Deense koning Sven Gaffelbaard, met jarl (graaf) Erik Håkonsson als onderkoning van Noorwegen. Pas in 1035 komt er weer een Noorse koning op de troon.

## Gedwongen bekeringen
Olaf gebruikte geweld, marteling of de dood om heidense mensen te bekeren. Meerdere gevallen van Olaf's gewelddadige pogingen tot bekering leiden tot een dag van herdenking onder de moderne heidenen vergelijkbaar met de feestdagen van gemartelde christelijke heiligen. De herdachte personen worden beschreven in de saga van Olav Tryggvason in de Heimskringla, die deels mythologisch is; het is dus niet bekend of deze personen werkelijk bestaan hebben. Volgens de saga van Olav Tryggvason weigerde Raud de Sterke (wordt herdacht op 9 januari) zich te bekeren en werd vastgebonden met zijn hoofd naar boven gericht, met geweld sloegen ze een drinkbeker in zijn strot en daarin lieten ze een slang zakken. De slang kroop in Raud zijn lichaam en Raud stierf uiteraard aan de gevolgen hiervan. Volgens de saga van Olav Tryggvason weigere Eyvind Kinnrifi (wordt herdacht op 9 februari) eveneens om zich te bekeren en werd gedood door een vuurpot van hete kolen te laten rusten op zijn buik. Deze lieten ze staan totdat de buik openbarstte. In Trondheim leefde volgens de saga van Olav Tryggvason een boer genaamd Jarnskeggi die aanzette tot hevig verzet tegen Olaf's bekering. Volgens de saga sloeg Olaf in reactie hierop persoonlijk een beeld van Thor kapot in een voor Thor bestemde tempel en liet zijn mannen Jarnskeggi vermoorden. De andere boeren lieten zich toen maar bekeren tot het christendom en om er zeker van te zijn dat ze zich als christenen gingen gedragen hield Olaf familieleden van de boeren gevangen.